# 対決落語
『対決落語』（たいけつらくご）は、TwitterおよびYouTubeで2021年7月28日から8月15日まで配信されたSNSドラマである。

## 概要
第一弾『とけないで、サマー』、第二弾『蒼い夏』、第三弾『アスタリスクの花』に続くSNSドラマ企画の第四弾。メインキャストには、SNS総フォロワー数500万人を超えるなえなの、ファッション雑誌『Ray』の専属モデルであり女優の中村里帆、モデル・俳優として活動する宇佐卓真、福田一華、八神慶仁郎の5名が起用された。また、主題歌には、シンガーソングライターの和ぬかが本ドラマのために書き下ろした新曲「ヨセアツメ」が起用された。

## あらすじ
平凡に暮らすことがモットーの主人公・佐藤凛花は、Yay!の人気ユーザーである、という唯一の取柄があった。
ある日、人気ユーザー交流会に呼ばれたが、そこに集まったのは、それぞれ違う理由で集められた山本卓郎、杉崎千夏、大林尚太郎だった。凛花たちは、そこで小林基子、山楽亭海猫と出会い、「対決落語」という耳馴染みのない競技に勧誘される。

## 登場人物
佐藤 凛花（さとう りんか）
演 - なえなの
カフェで働く22歳。平凡に暮らすことがモットーだが、Yay!の人気ユーザーという一面も持つ。
小林 基子（こばやし もとこ）
演 - 中村里帆
山楽亭海猫の弟子である22歳の大学4年生。佐藤凛花たちを偵察し、「対決落語」に勧誘する。
山本 卓郎（やまもと たくろう）
演 - 宇佐卓真
IT企業に勤める24歳。夜には、Yay!でピアノの音楽配信をしている。
杉崎 千夏（すぎさき ちなつ）
演 - 福田一華
大林尚太郎と幼馴染の17歳の高校2年生。最強の弁論部という異名を持つ。
大林 尚太郎（おおばやし しょうたろう）
演 - 八神慶仁郎
杉崎千夏と幼馴染の17歳の高校2年生。ラップを得意とする。
山楽亭 海猫（さんらくてい うみねこ）
演 - マツモトクラブ
対決落語家の40歳。小林基子の師匠で、佐藤凛花たちに「対決落語」を指導する。
ヤバ・ジャクソン
演 - ミスターヤバタン
対決落語家の32歳。佐藤凛花たちの強敵であるドリームバスターズの師匠であり、山楽亭海猫の旧友。
小野 鈴香（おの すずか）
演 - 石川翔鈴
ドリームバスターズのメンバーである22歳。
橋本 美咲（はしもと みさき）
演 - えまぽち
ドリームバスターズのメンバーである20歳。
桃城 太郎（ももしろ たろう）
演 - 末吉9太郎
ドリームバスターズのメンバーである27歳。

## スタッフ
- 原案・監督: 田村啓介
- プロデューサー: 山口大貴、足達一秀
- 脚本: 深月あかり
- 落語監修: 桂枝之進

## 主題歌
- 和ぬか「ヨセアツメ」[3]

## 各話リスト
| 話数   | 配信開始日 | 配信開始日 | サブタイトル                   |
| ------ | ---------- | ---------- | ------------------------------ |
| 第一幕 | 2021年     | 7月28日    | 「平凡少女、落語に出会う」の巻 |
| 第二幕 | 2021年     | 8月1日     | 「対決落語って何？」の巻       |
| 第三幕 | 2021年     | 8月4日     | 「初恋の対決」の巻             |
| 第四幕 | 2021年     | 8月8日     | 「練習試合の果てに」の巻       |
| 第五幕 | 2021年     | 8月11日    | 「勝つのは私たちです」の巻     |
| 第六幕 | 2021年     | 8月15日    | 「紡いだ先に」の巻             |